# Млада-Болеслав (хокейний клуб)
«Млада-Болеслав» (чеськ. Bruslařský klub Mladá Boleslav) — хокейний клуб з міста Млада-Болеслав, Чехія. Заснований у 1908 році.

## Історія
Клуб засновано в місті Млада-Болеслав 1908 року.
З 1936 по 1938 роки команда виступала у чемпіонаті Чехословаччини. Після Другої світової війни до 2008 року «Млада-Болеслав» виступав спочатку в дпугій або третій лізі Чехословаччини, а згодом Чехії.
З 2008 по 2012 роки «зелено-білі» виступали в естралізі посідаючи місця в нижній частині турнірної таблиці, поки не вибули до першої ліги, де провели два наступні сезони.
З сезону 2014–15 «зелено-білі» знову виступають в екстралізі. У сезоні 2015–16 років команда завершила регулярний сезон на шостому місці, прямо потрапивши до чвертьфіналу. Перегравши у серії «Маунтфілд» але у першій грі «Млада-Болеслав» втратив капітана Давіда Виборного, який через травму завершив ігрову кар'єру. У півфіналі поступились в суху 0–4 майбутнім переможцям «Білі Тигржи».
9 січня 2019 року генеральним менеджером клубу став Радім Врбата.
Найбільш успішним сезоном для клубу став 2020–21 за підсумками якого «зелено-білі» посіли четверте місце та здобули право виступати в Лізі чемпіонів, Дебют для «Млади-Болеслав» не склався, ще на груповому етапі в Групі B «зелено-білі» фінішували останніми пропустивши вперед «Фрелунду», ЦСК Лайонс та ГІФК здобувши лише одне очко.

## Домашня арена
«Енерго Арена» домашній стадіон клубу, відкритий 20 грудня 1996 року. Арена вміщує 4200 глядачів.